# The Best FIFA Football Awards 2021
O The Best FIFA Football Awards 2021 (em português: Prêmios FIFA de Melhores do Futebol 2021) foi a sexta edição do evento realizado pela Federação Internacional de Futebol (FIFA), em 17 de janeiro de 2022.
A cerimônia foi realizada virtualmente devido à pandemia COVID-19 em curso.

## Categorias

### Melhor Jogador de Futebol Masculino
Onze jogadores foram inicialmente selecionados em 22 de novembro de 2021. Os três finalistas foram revelados em 7 de janeiro de 2022.
Robert Lewandowski conquistou o prêmio com 48 pontos, sua segunda vitória consecutiva.
Os critérios de seleção dos jogadores masculinos do ano foram: respectivas conquistas no período de 8 de outubro de 2020 a 7 de agosto de 2021.
| Pos.              | Nome               | Clube                         | País       | Votos      |
| Finalistas        | Finalistas         | Finalistas                    | Finalistas | Finalistas |
| ----------------- | ------------------ | ----------------------------- | ---------- | ---------- |
| 1                 | Robert Lewandowski | Bayern de Munique             | Polónia    | 48         |
| 2                 | Lionel Messi       | Barcelona Paris Saint-Germain | Argentina  | 44         |
| 3                 | Mohamed Salah      | Liverpool                     | Egito      | 39         |
| Outros candidatos |                    |                               |            |            |
| 4                 | Karim Benzema      | Real Madrid                   | França     | 30         |
| 5                 | N'Golo Kanté       | Chelsea                       | França     | 24         |
| 6                 | Jorginho           | Chelsea                       | Itália     | 24         |
| 7                 | Cristiano Ronaldo  | Juventus Manchester United    | Portugal   | 23         |
| 8                 | Kylian Mbappé      | Paris Saint-Germain           | França     | 16         |
| 9                 | Kevin De Bruyne    | Manchester City               | Bélgica    | 11         |
| 10                | Neymar             | Paris Saint-Germain           | Brasil     | 10         |
| 11                | Erling Haaland     | Borussia Dortmund             | Noruega    | 7          |

### Melhor Jogadora de Futebol Feminino
Treze jogadoras foram inicialmente selecionados em 22 de novembro de 2021. As três finalistas foram revelados em 7 de janeiro de 2022.
Alexia Putellas conquistou o prêmio com 52 pontos.
Os critérios de seleção das jogadoras femininas do ano foram: respectivas conquistas no período de 8 de outubro de 2020 a 6 de agosto de 2021.
| Pos.              | Nome                   | Clube             | País          | Votos      |
| Finalistas        | Finalistas             | Finalistas        | Finalistas    | Finalistas |
| ----------------- | ---------------------- | ----------------- | ------------- | ---------- |
| 1                 | Alexia Putellas        | Barcelona         | Espanha       | 52         |
| 2                 | Sam Kerr               | Chelsea           | Austrália     | 38         |
| 3                 | Jenni Hermoso          | Barcelona         | Espanha       | 33         |
| Outros candidatos |                        |                   |               |            |
| 4                 | Vivianne Miedema       | Arsenal           | Países Baixos | 30         |
| 5                 | Christine Sinclair     | Portland Thorns   | Canadá        | 28         |
| 6                 | Aitana Bonmatí         | Barcelona         | Espanha       | 26         |
| 7                 | Lucy Bronze            | Manchester City   | Inglaterra    | 16         |
| 8                 | Magdalena Eriksson     | Chelsea           | Suécia        | 15         |
| 9                 | Caroline Graham Hansen | Barcelona         | Noruega       | 12         |
| 10                | Pernille Harder        | Chelsea           | Dinamarca     | 10         |
| 11                | Ellen White            | Manchester City   | Inglaterra    | 9          |
| 12                | Stina Blackstenius     | BK Häcken Arsenal | Suécia        | 5          |
| 13                | Ji So-yun              | Chelsea           | Coreia do Sul | 4          |

### Melhor Treinador de Futebol Masculino
Sete treinadores foram inicialmente selecionados em 22 de novembro de 2021. Os três finalistas foram revelados em 6 de janeiro de 2022.
Thomas Tuchel ganhou o prêmio com 28 pontos.
| Pos.              | Nome            | Clube/Seleção                    | Votos      |            |
| Finalistas        | Finalistas      | Finalistas                       | Finalistas | Finalistas |
| ----------------- | --------------- | -------------------------------- | ---------- | ---------- |
| 1                 | Thomas Tuchel   | Chelsea                          | 28         |            |
| 2                 | Roberto Mancini | Itália                           | 15         |            |
| 3                 | Pep Guardiola   | Manchester City                  | 14         |            |
| Outros candidatos |                 |                                  |            |            |
| 4                 | Lionel Scaloni  | Argentina                        | 7          |            |
| 5                 | Hansi Flick     | Bayern de Munique Alemanha       | 6          |            |
| 6                 | Diego Simeone   | Atlético de Madrid               | 1          |            |
| 7                 | Antonio Conte   | Internazionale Tottenham Hotspur | 1          |            |

### Melhor Treinador(a) de Futebol Feminino
Sete treinadores foram inicialmente selecionados em 25 de novembro de 2020. Os três finalistas foram revelados em 11 de dezembro de 2020.
| Pos.              | Nome              | Clube/Seleção            | Votos      |            |
| Finalistas        | Finalistas        | Finalistas               | Finalistas | Finalistas |
| ----------------- | ----------------- | ------------------------ | ---------- | ---------- |
| 1                 | Emma Hayes        | Chelsea                  | 22         |            |
| 2                 | Lluís Cortés      | Barcelona Ucrânia        | 19         |            |
| 3                 | Sarina Wiegman    | Países Baixos Inglaterra | 14         |            |
| Outros candidatos |                   |                          |            |            |
| 4                 | Bev Priestman     | Canadá                   | 13         |            |
| 5                 | Peter Gerhardsson | Suécia                   | 4          |            |

### Melhor Goleiro de Futebol

#### Masculino
Cinco jogadores foram inicialmente selecionados em 22 de novembro de 2021. Os três finalistas foram revelados em 5 de janeiro de 2022.
Édouard Mendy conquistou o prêmio com 24 pontos.
| Pos.              | Nome                 | Clube/Seleção             | País       | Votos      |
| Finalistas        | Finalistas           | Finalistas                | Finalistas | Finalistas |
| ----------------- | -------------------- | ------------------------- | ---------- | ---------- |
| 1                 | Édouard Mendy        | Chelsea                   | Senegal    | 24         |
| 2                 | Gianluigi Donnarumma | Milan Paris Saint-Germain | Itália     | 24         |
| 3                 | Manuel Neuer         | Bayern de Munique         | Alemanha   | 12         |
| Outros candidatos |                      |                           |            |            |
| 4                 | Alisson Becker       | Paris Saint-Germain       | Brasil     | 8          |
| 5                 | Kasper Schmeichel    | Liverpool                 | Alemanha   | 4          |

#### Feminino
Cinco jogadores foram inicialmente selecionados em 22 de novembro de 2021. Os três finalistas foram revelados em 5 de janeiro de 2022.
Christiane Endler ganhou o prêmio com 26 pontos.
| Pos.              | Nome              | Clube/Seleção                    | País           | Votos      |
| Finalistas        | Finalistas        | Finalistas                       | Finalistas     | Finalistas |
| ----------------- | ----------------- | -------------------------------- | -------------- | ---------- |
| 1                 | Christiane Endler | Paris Saint-Germain Lyon         | Chile          | 26         |
| 2                 | Stephanie Labbé   | FC Rosengård Paris Saint-Germain | Canadá         | 20         |
| 3                 | Ann-Katrin Berger | Chelsea                          | Alemanha       | 14         |
| Outros candidatos |                   |                                  |                |            |
| 4                 | Hedvig Lindahl    | Atlético de Madrid               | Suécia         | 7          |
| 5                 | Alyssa Naeher     | Chicago Red Stars                | Estados Unidos | 5          |

### Prêmio FIFA Ferenc Puskás
Os onze jogadores inicialmente selecionados para o prêmio foram anunciados em 29 de novembro de 2021. Os três finalistas foram revelados em 4 de janeiro de 2022.
Todos os gols considerados foram marcados de 8 de outubro de 2020 a 7 de agosto de 2021. Todos os gols registrados na FIFA O usuário .com foi autorizado a participar da votação final até 17 de dezembro de 2021, sendo o questionário apresentado no site oficial da FIFA.com, os gols selecionados também foram votados por um painel de dez “especialistas da FIFA”. Os votos de ambos os grupos pesaram igualmente sobre o vencedor final do prêmio.
Erik Lamela conquistou o prêmio com 22 pontos.
| Pos.              | Jogador            | Partida                                     | Competição                                                  | Data                    | Votos      |
| Finalistas        | Finalistas         | Finalistas                                  | Finalistas                                                  | Finalistas              | Finalistas |
| ----------------- | ------------------ | ------------------------------------------- | ----------------------------------------------------------- | ----------------------- | ---------- |
| 1                 | Erik Lamela        | Arsenal – Tottenham Hotspur                 | Premier League de 2020-21                                   | 14 de março de 2021     | 22         |
| 2                 | Mehdi Taremi       | Chelsea – Porto                             | Liga dos Campeões da UEFA de 2020–21                        | 13 de abril de 2021     | 21         |
| 3                 | Patrik Schick      | Escócia – República Tcheca                  | UEFA Euro 2020                                              | 14 junho de 2021        | 21         |
| Outros candidatos |                    |                                             |                                                             |                         |            |
| 4                 | Luis Díaz          | Brasil – Colombia                           | Copa América de 2021                                        | 23 de junho de 2021     | N/A        |
| 5                 | Gauthier Hein      | Niort – Auxerre                             | Ligue 2 de 2020–21                                          | 10 de abril de 2021     | N/A        |
| 6                 | Valentino Lazaro   | Bayer Leverkusen – Borussia Mönchengladbach | Bundesliga de 2020–21                                       | 8 de novembro de 2020   | N/A        |
| 7                 | Riyad Mahrez       | Zimbabwe – Argélia                          | Eliminatórias para o Campeonato Africano das Nações de 2021 | 16 de novembro de 2020  | N/A        |
| 8                 | Sandra Owusu-Ansah | Kumasi Sports Academy – Supreme Ladies      | Campeonato Ganês de Futebol Feminino de 2020–21             | 8 de maio de 2021       | N/A        |
| 9                 | Vangelis Pavlidis  | Willem II – Fortuna Sittardia               | Eredivisie de 2020–21                                       | 16 de maio de 2021      | N/A        |
| 10                | Daniela Sánchez    | Querétaro – Atlético San Luis               | Campeonato Mexicano de Futebol Feminino de 2021             | 16 de janeiro de 2021   | N/A        |
| 11                | Caroline Weir      | Manchester City – Manchester United         | FA Women's Super League de 2020-21                          | 12 de fevereiro de 2021 | N/A        |

### Prêmio FIFA Fair Play
| Vencedor                                                 | Clube     | Motivo |
| -------------------------------------------------------- | --------- | --- |
| Seleção dinamarquesa (equipe médica e equipe de futebol) | Dinamarca | Aplicou reanimação cardiopulmonar em Christian Eriksen, protegeu-o das câmeras e confortou sua família após seu colapso durante uma partida da Euro 2020. |

### Prêmio FIFA Melhor Torcida
A premiação celebra os melhores momentos ou gestos dos torcedores de outubro de 2020 a agosto de 2021, independente de campeonato, gênero ou nacionalidade. A lista foi compilada por um painel de especialistas da FIFA, e todos os usuários registrados no FIFA.com foram autorizados a participar da votação final até 14 de janeiro de 2022.
Os três nomeados foram anunciados em 22 de novembro de 2021. Os fãs da Dinamarca e da Finlândia ganharam o prêmio com mais de 100.000 votos registrados.
| Pos. | Torcida                             | Partida               | Competição     | Data             | Votos   |
| ---- | ----------------------------------- | --------------------- | -------------- | ---------------- | ------- |
| 1    | Torcedores de Dinamarca e Finlândia | Dinamarca – Finlândia | UEFA Euro 2020 | 12 de junho 2021 | 107,565 |
| 2    | Imogen Papworth-Heidel              | N/A                   | N/A            | Various          | 77,887  |
| 3    | Torcedores da Alemanha              | N/A                   | N/A            | Various          | 70,229  |

### The Best FIFA Special Award[17]
| Vencedor           | Time     | Temporada                                                                                    |
| ------------------ | -------- | -------------------------------------------------------------------------------------------- |
| Cristiano Ronaldo  | Portugal | Quebrou o recorde de mais gols internacionais marcados por um jogador de futebol masculino.  |
| Christine Sinclair | Canadá   | Quebrou o recorde de mais gols internacionais marcados por uma jogadora de futebol feminino. |

### FIFPro World XI da FIFA

#### Masculino
A lista masculina de 23 jogadores foi anunciada em 14 de dezembro de 2021.
| Pos. | Jogador              | Clube                         |
| ---- | -------------------- | ----------------------------- |
| GL   | Gianluigi Donnarumma | Milan Paris Saint-Germain     |
| DF   | David Alaba          | Bayern de Munique Real Madrid |
| DF   | Leonardo Bonucci     | Juventus                      |
| DF   | Rúben Dias           | Manchester City               |
| MC   | Kevin De Bruyne      | Manchester City               |
| MC   | Jorginho             | Chelsea                       |
| MC   | N'Golo Kanté         | Chelsea                       |
| AT   | Erling Haaland       | Borussia Dortmund             |
| AT   | Robert Lewandowski   | Bayern de Munique             |
| AT   | Lionel Messi         | Barcelona Paris Saint-Germain |
| AT   | Cristiano Ronaldo    | Juventus Manchester United    |

#### Feminino
A lista de 23 jogadoras femininas foi anunciada em 14 de dezembro de 2021.
| Pos. | Jogador            | Clube                                  |
| ---- | ------------------ | -------------------------------------- |
| GL   | Christiane Endler  | Paris Saint-Germain Lyon               |
| DF   | Millie Bright      | Chelsea                                |
| DF   | Lucy Bronze        | Manchester City                        |
| DF   | Magdalena Eriksson | Chelsea                                |
| DF   | Wendie Renard      | Lyon                                   |
| MC   | Estefanía Banini   | Levante Atlético de Madrid             |
| MC   | Barbara Bonansea   | Juventus                               |
| MC   | Carli Lloyd        | NJ/NY Gotham FC                        |
| AT   | Marta              | Orlando Pride                          |
| AT   | Vivianne Miedema   | Arsenal                                |
| AT   | Alex Morgan        | Tottenham Orlando Pride San Diego Wave |

### Painéis de Seleção

#### Painel de seleção masculino
O painel de especialistas que selecionou os indicados ao The Best FIFA Football Awards 2021 para jogadores e treinadores masculinos compreendeu:
- Ali Al-Habsi
- Jared Borgetti
- Tim Cahill
- Júlio César
- Geremi
- Jürgen Klinsmann
- Alexi Lalas
- Javier Mascherano
- Ryan Nelsen
- David Trezeguet

#### Painel de seleção de mulheres
O painel de especialistas que selecionou os indicados ao The Best FIFA Football Awards 2021 para jogadoras e treinadoras foi composto por:
- Florence Adhiambo
- Margaret Aka
- Eniola Aluko
- Emma Byrne
- April Heinrichs
- Rosana
- Memunatu Sulemana
- Homare Sawa
- Marta Tejedor
- Chan Yuen Ting